# Lao Sơn (quận)
Lao Sơn (tiếng Trung: 崂山区, Hán Việt: Lao Sơn khu) là một quận của địa cấp thị Thanh Đảo, tỉnh Sơn Đông, Cộng hòa Nhân dân Trung Hoa. Quận Lao Sơn là nơi có khu trường sở của Đại học Khoa học Kỹ thuật Thanh Đảo, Đại học Thanh Đảo.